# ママ (1999年の映画)
『ママ』（原題：Мама）は、1999年のロシアの映画作品。
日本では1999年の第12回東京国際映画祭コンペティション部門に出品され、翌2000年にNHK教育テレビで放映された。

## あらすじ
旧ソ連時代、ハイジャックでのアメリカへの亡命に失敗した、キューバ風ブラスバンド「幸せ家族」の一家。母親(ノンナ・モルジュコーワ)は刑期を終えて出所後、各地に散った息子たちを呼び集め、精神病院に入れられたままの息子、レンチ(オレグ・メンシコフ)を救出しようとするのだが‥‥

## 登場人物
| 役名       | 俳優                       |
| ---------- | -------------------------- |
| ママ       | ノンナ・モルジュコーワ     |
| レンチ     | オレグ・メンシコフ         |
| ニコライ   | ウラジミール・マシコフ     |
| パーヴェル | エフゲニー・ミローノフ     |
| ヴァシリー | アレクセイ・クラヴチェンコ |
| ユーリ     | ミハイル・クリロフ         |